# Toubacoro
Toubacoro es una comuna del círculo de Banamba, región de Kulikoró, Malí. Su población era de 14.239 habitantes en 2009.